# بوم‌بایا
«بوم‌بایا» (کره‌ای: 붐바야; لاتین‌نویسی اصلاح‌شده: Bumbaya) ترانه‌ای از گروه دخترانه کره جنوبی، بلک‌پینک است. این ترانه همزمان با آهنگ «سوت» از نخستین آلبوم تک‌آهنگ گروه به نام اسکوئر وان در ۸ اوت ۲۰۱۶ توسط وای‌جی انترتینمنت منتشر شد. «بوم‌بایا» در جایگاه شماره ۷ در کره جنوبی و در صدر جدول فروش‌های آهنگ دیجیتال جهانی بیلبورد در هفتهٔ اول فروش‌ها قرار گرفت. در ۱۳ اکتبر ۲۰۲۰، «بوم‌بایا» به نخستین موزیک ویدئوی دبیوی کی-پاپ تبدیل شد که از مرز یک میلیارد بازدید در یوتیوب گذشت.

## پیش‌زمینه و انتشار
«بوم‌بایا» در ۸ اوت ۲۰۱۶، ساعت ۲۰:۰۰ کی‌اس‌تی (یوتی‌سی+۰۹:۰۰) به عنوان تک‌آهنگ دیجیتال آلبوم اسکوئر وان، همزمان با «سوت» از طریق پورتال‌های مختلف موسیقی دیجیتال در کره جنوبی منتشر شد.

## تاریخچه انتشار
| منطقه | تاریخ      | فرمت                 | ناشر             | منابع |
| ----- | ---------- | -------------------- | ---------------- | ----- |
| مختلف | ۸ اوت ۲۰۱۶ | دانلود دیجیتال اسریم | وای‌جی انترتینمنت | [ ۵ ] |